# 佐洛奇夫斯凯 (敖德萨州)
47°21′13″N 30°20′25″E / 47.35361°N 30.34028°E
佐洛奇夫斯凱（烏克蘭語：Золочівське）是位於烏克蘭西南部的村莊，由敖德萨州贝雷济夫卡区的舊馬亞基市鎮負責管轄。該村始建於1923年，面積0.59平方公里，海拔高度151米，2001年人口77，人口密度每平方公里130.51人。